# Simon Stevin
Simon Stevin dit Simon de Bruges (en français : [simɔ̃ stevɛ̃], en néerlandais : [ˈsimɔn ˈsteːvɪn]), né probablement en 1548 à Bruges, et mort en 1620 à Leyde, est un comptable, puis mathématicien, mécanicien, inventeur et ingénieur, et enfin à la fois militaire du génie et gestionnaire des finances, conseiller technique et fondateur d'une école d'ingénieur. Né en Flandre (Pays-Bas des Habsbourg), ce savant défenseur du néerlandais est un des célèbres émigrés flamands de Hollande.

## L'homme et sa devise
Ce comptable de formation, défenseur d'un système de notation décimale des nombres est connu pour son texte « De Thiende », paru en 1585 et traduit, par lui, la même année en français sous le titre « La Disme ».
« Wonder en is gheen wonder », c'est-à-dire en français « merveille n'est point miracle », est la devise que se donne Simon Stevin, rationaliste enthousiaste, sur la page de garde de son ouvrage De beghinselen der weeghconst (Les éléments d'art de peser), publié en 1586.
Le savant Stevin est aussi convaincu qu'un âge de raison a existé autrefois, à l'instar de son jeune contemporain Hugo Grotius. Jeune voyageur, il a entendu et souvent partiellement compris les divers dialectes bas-allemands de Baltique et des côtes de la mer du Nord. Ses rencontres avec un grand nombre de groupes néerlandophones, en réalité des lointains émigrés venus aménager les côtes marécageuses à partir du XIIe siècle, ont renforcé sa conviction.
Patriote de la République des Provinces-Unies, l'émigré s'efforce de rassembler les  vieilles koïnés flamandes dispersées en une langue à part entière et s'évertue notamment à trouver un équivalent néerlandais pour tous les termes scientifiques et techniques latins ou français : ainsi le mot néerlandais pour mathématiques n'a pas de racine grecque mais germanique : wiskunde. Stevin voyait l'avantage du néerlandais dans le nombre de mots monosyllabiques et la faculté de composer des radicaux.
S'il s'est illustré pour la défense de la langue flamande ou néerlandaise, il est principalement connu pour ses travaux pionniers en mécanique, en optique, en statique des fluides. On peut retenir la volonté constante dans les œuvres de Simon Stevin d'une didactique et d'une grande clarté.
Le jeune marchand est devenu dans les années 1580 un technicien et un inventeur. Autour de 1600, il a contribué à améliorer le char à voile, engin mobile remarquable, invention médiévale mais alors le véhicule le plus rapide le long des plages durcies par le sable humide.
L'étude de la chute des corps du haut de l'église de Delft et du mouvement d'objets sur des plans inclinés avant 1586, puis la défense des conceptions astronomiques de Copernic font de lui un précurseur des travaux de Galilée. Il figure parmi les premiers découvreurs de la pesanteur de l'air, ainsi que des autres milieux fluides.

## Éléments biographiques
Il est le fils de d'Anthonis Stevin et de Cathelyne van der Poort. La famille de sa mère, très pratiquante, est attachée à la confession calviniste.
Il est d'abord commis puis apprenti comptable et clerc auprès d’un marchand à Anvers de 1564 aux années 1570. Mais, dans le but de rédiger un "traité de pilotage", il décide de partir naviguer sur la mer Baltique, visitant diverses contrées et travaillant en accompagnant des marchands néerlandophones dans les pays du pourtour, comme les côtes de Pologne et de Lituanie, d'Allemagne du Nord et de Suède. Il termine son périple en Norvège, prenant en mer du Nord le chemin maritime de la « voie du Nord », bien au-delà de Trondheim.
De retour au pays natal, Stevin, comptable et pilote chevronné, est employé aux finances du port de sa ville natale Bruges en 1577. Dans le même temps, il est inscrit à la chambre de rhétorique de Bruges De Heilige Gheest (le Saint-Esprit), où il développe quelques idées sur la place de la langue flamande ou néerlandaise.
Il semble que l'ensemble de sa famille persécutée s'expatrie l'année suivante en Hollande : l'émigré voyage à nouveau en Prusse, en Pologne, au Danemark, en Suède et en Norvège, pays qu'il décrit dans certaines de ses œuvres. De retour aux Pays-Bas en 1581, à 33 ans, le comptable publie à Anvers en flamand Tafelen van Interest un livre sur le calcul des intérêts bancaires, rapidement apprécié par les marchands et négociants hollandais. Simon Stevin s'inscrit en section mathématique à l'université de Leyde en 1583. Il publie l'année suivante Problematum geometricorum, ou Sur les problèmes de géométrie. Le géomètre débutant décompose les polyèdres en autant de formes planes, qui, étalées en deux dimensions, en constituent le patron.
C'est sans doute à Leyde que Stevin découvre l'œuvre d'Archimède dans la traduction de Maurolico intitulée les Monumenta (Palerme)[réf. nécessaire]. L'ingénieur Stevin fait dès lors ses premières recherches sur les machines qu'il a vu fonctionner dans les différents arsenaux de la mer du Nord et de la Baltique. La fin des années 1580 voit la parution, chez l'imprimeur anversois Christophe Plantin, de ses principaux ouvrages scientifiques et littéraire, notamment L'Arithmétique (1585), La Dialectique (1585), la Statique ou l'Art de peser (1586) et l'hydrostatique (1586). Au cours de ses travaux, Simon invente des mots néerlandais traduisant les termes mathématiques : holcrom pour concave, bolcrom pour convexe, teerlink pour cube...
Les travaux techniques de Simon, à la fois étudiant et chercheur universitaire, lui attirent très tôt la faveur du comte Maurice de Nassau qui, après cette rencontre, le consulte souvent, en fait son précepteur et "maître de mathématique" avant de le nommer "quartier-maître des états généraux" et "ingénieur des digues de Hollande". En 1590, Stevin déménage à Delft puis à La Haye pour servir la république hollandaise. Devant l'ampleur des travaux à mener pour défendre les villes de la jeune république, il plaide pour un enseignement universitaire sur la poliorcétique et le génie militaire, l'artillerie et les fortifications. Le prince d'Orange fait de son savant ingénieur favori le premier intendant des canaux de la République des Provinces-Unies en 1593.
Il est demandé par la ville de Gdansk en 1591 pour désensabler le port. En 1593, reconnu par ses pairs, il fait partie des mathématiciens du monde entier pressentis par Adrien Romain pour résoudre son équation de degré 45, et dont François Viète triomphera.
En 1600, il fonde à Leyde avec l'appui de Maurice de Nassau une école d'ingénieurs militaires annexée à l'université (mais indépendante de celle-ci) en confectionnant les programmes : Jacques Aleaume y sera professeur dès 1607, étant formé à l'algèbre dans l'esprit de Viète. Descartes, Guez de Balzac et bien d'autres jeunes aristocrates français viendront y rechercher la formation scientifique et technique qui fait défaut dans leur pays, dévasté par les Guerres de Religion et en proie à l'instabilité politique.
On connaît peu de choses sur la vie privée de Stevin ; cet émigré flamand a laissé une veuve et deux enfants.

## L'ingénieur

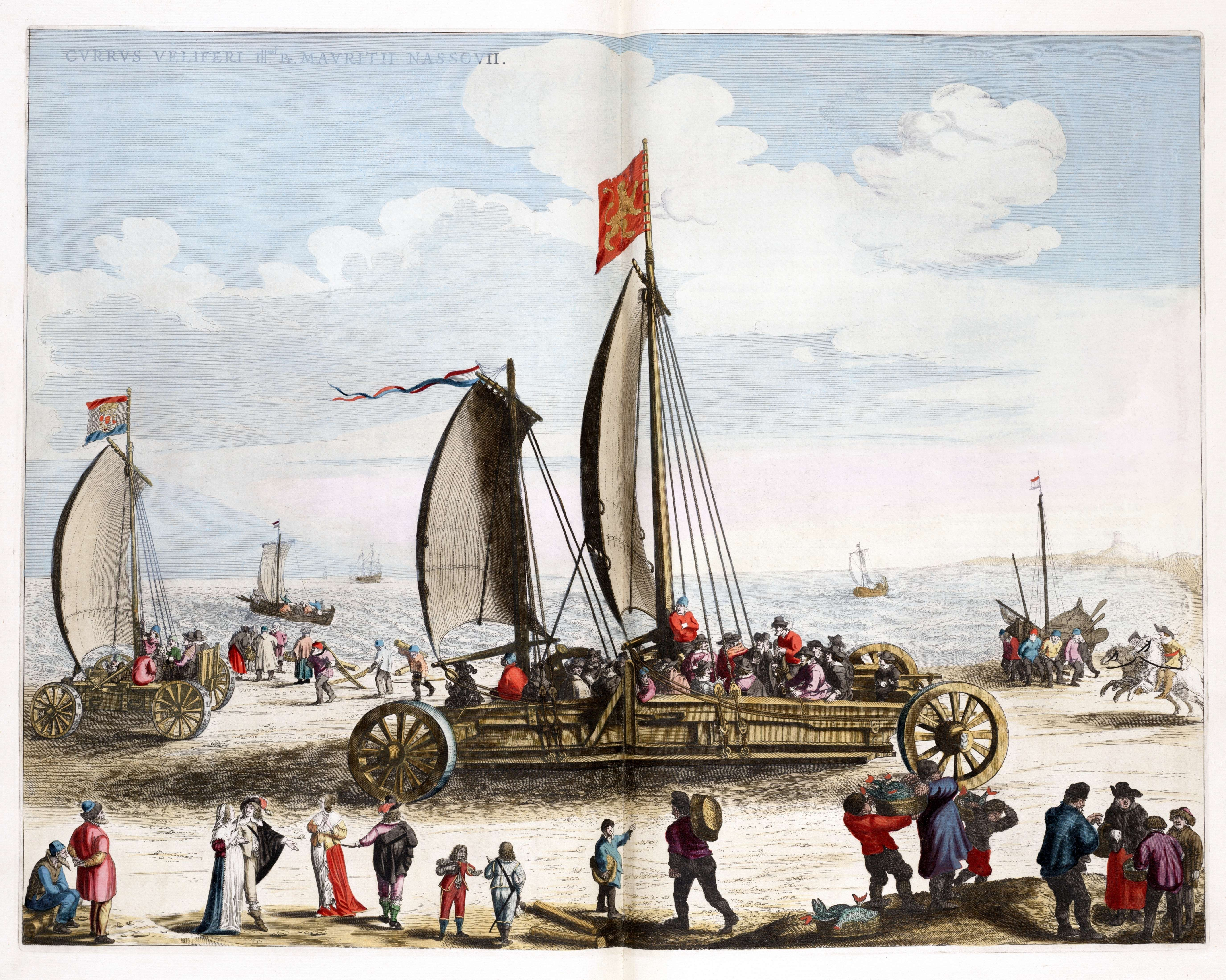
Le char à voile construit pour le prince Maurice de Nassau (estampe de 1649, auteur inconnu).

S'adressant à des techniciens et des hommes de guerre, Stevin eut une reconnaissance surtout gouvernementale. Ses contemporains furent essentiellement intéressés par son invention d’un char à voile pouvant embarquer 29 personnes et aller à une vitesse de 40 km/h, dont un modèle fut conservé à Schéveningue jusqu’en 1802. Nous savons que vers l’année 1600, Stevin avec le prince d’Orange et trente-six autres personnes l’utilisèrent entre Schéveningue et Petten, et ayant seulement recours à la force du vent, ils allèrent plus vite que les chevaux.
Stevin semble avoir été le premier qui prit pour base de la défense des forteresses, l’artillerie lourde. Auparavant elle se basait surtout sur les armes de petit calibre. Il fut l’inventeur de la défense par un système d’écluses, qui fut de la plus haute importance pour les Pays-Bas et eut de nombreux brevets pour l'amélioration et la construction de nouveaux moulins.

## Sciences

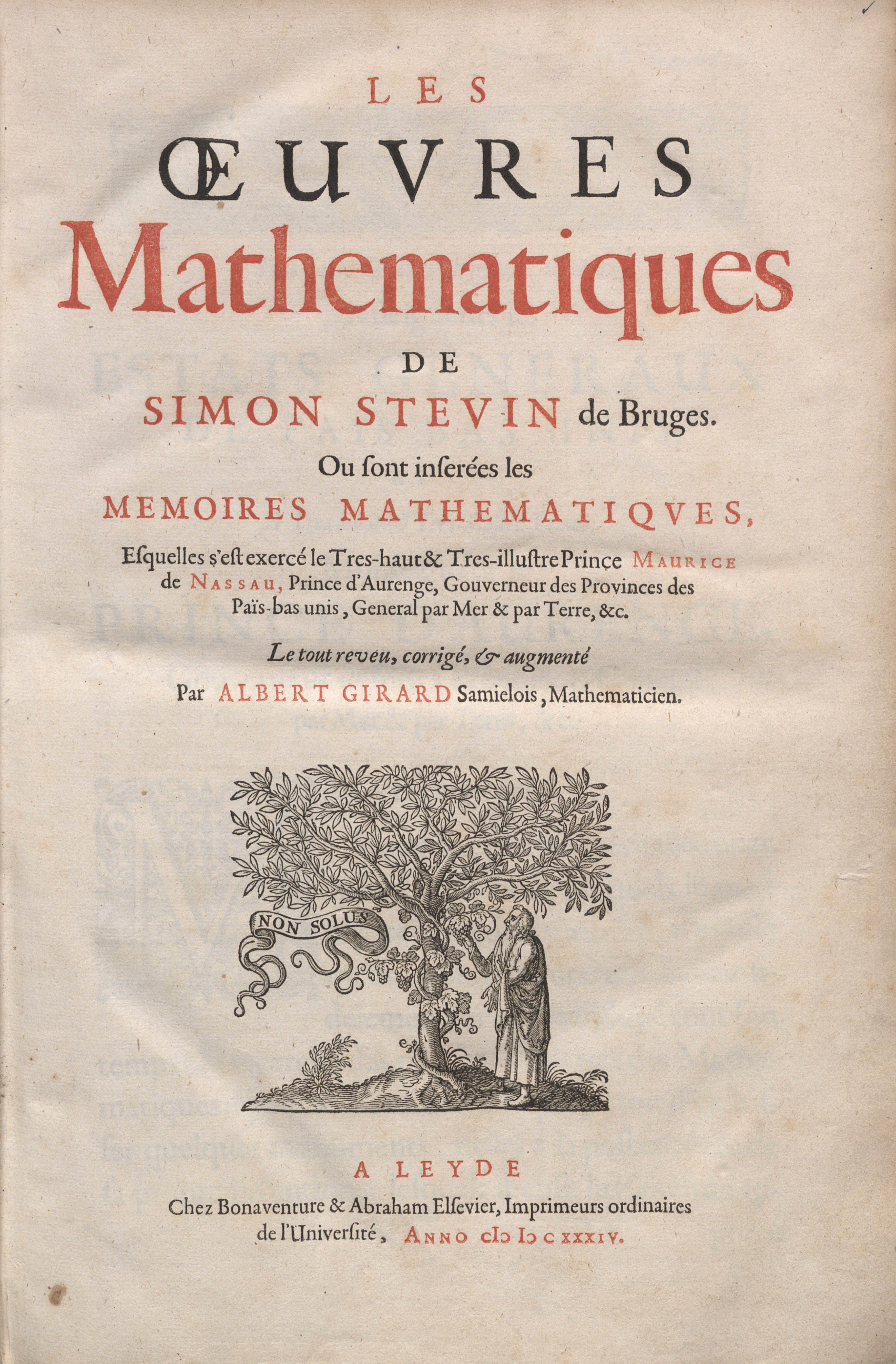
Œuvres mathematiques, 1634

Le "traité de Statique", rédigé en flamand et publié format in quarto en 1586 à Leyde, fait suite aux "Problèmes géométriques", publiés format in quarto, à Leyde en 1585. Ses deux contributions font de son auteur un géomètre et mathématicien/physicien reconnu en Hollande.
Ces œuvres complètes sont éditées également à Leyde en 1605 en deux volumes in folio. C'est seulement en 1634 qu'elles sont traduites dans le même format à Leyde, en latin par Snellius et en français par Albert Girard.

### Mathématiques

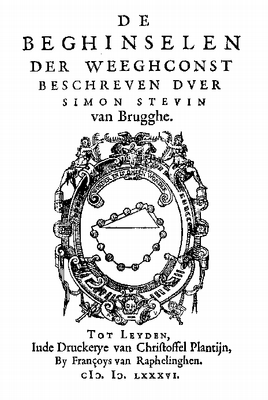
« Merveille n'est pas mystère » (Een wonder en is gheen wonder) : de l'impossibilité du mouvement perpétuel, Stevin fait un principe pour la détermination des équilibres (frontispice de « l'Art de peser »).

La comptabilité en partie double peut avoir été connue par Stevin soit lorsqu'il était clerc à Anvers, soit à travers les œuvres des auteurs italiens comme Luca Pacioli et Girolamo Cardano. Cependant, il fut le premier à recommander l’utilisation de comptes impersonnels dans la comptabilité nationale. Il le pratiqua pour le prince Maurice et le recommanda à Sully.
Son plus grand succès fut un petit traité appelé De Thiende (La disme), publié comme la plupart de ses écrits en néerlandais en 1585 et traduit par lui la même année en français dans L'Arithmetique.
Les fractions décimales avaient été employées pour l’extraction des racines carrées quelque cinq siècles avant son époque mais personne avant Stevin n'avait montré l'intérêt de son emploi quotidien. L'appendice de ce texte comprend des paragraphes dédiés aux arpenteurs, aux maîtres de monnaies, aux commerçants…

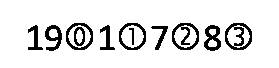
Notation décimale pour 19,178.

Stevin fut si conscient de l’importance de cette contribution qu’il déclara que l’utilisation universelle du système décimal était inéluctable. La notation qu'il propose est plutôt difficile à manier : les décimales sont affectées de leur puissance de dix, marquées par un petit cercle autour de l'exposant.
Stevin note d'ailleurs ainsi dans les équations algébriques les nombres élevés à une puissance : des nombres encerclés dénotent de simples exposants. Stevin a conscience des exposants fractionnels sans les utiliser, mais ne considère jamais d'exposants négatifs.
La notation décimale de Stevin trouva un écho dans l'Europe savante. La virgule décimale fut introduite par Bartholomäus Pitiscus dans ses tables trigonométriques (1612), et fut reprise par John Napier dans ses deux ouvrages sur les tables de logarithmes (1614 et 1619).
Sa grande œuvre mathématique est L'Arithmetique publiée en français chez Christophe Plantin en 1585 et qui reprend, à la manière de Raphaël Bombelli qu'il considère comme le « grand arithmeticien de nostre temps », les connaissances en arithmétique et en algèbre. Il décrit ainsi la résolution des équations des quatre premiers degrés, traduit les quatre premiers livres des Arithmétiques de Diophante, republie en traduisant ses Tables d'intérêts et La Disme, puis ce défenseur des nombres irrationnels commente le livre X des Éléments d'Euclide sur les nombres incommensurables. On retrouve dans cette deuxième partie la tradition des arithmétiques et des algèbres du même type que celles de Michael Stifel.
Stevin innova finalement peu en géométrie, mais fut le premier à montrer comment construire un polyèdre en le développant sur un plan. Il reprend les travaux d'Albrecht Dürer sur la perspective et développe les sciences mathématiques (par exemple géographie, cosmographie) en langue néerlandaise.
Ses œuvres mathématiques sont publiées en trois langues simultanément en néerlandais (Wiscondighe Gedachtenissen), en français (traduction de Jean Tuning) et en latin (traduction de Willebrord Snell) en 1605 et en 1608. Albert Girard les regroupe en 1634 dans les Mémoires mathématiques contenant ce en quoy s'est exercé le très excellent prince et seigneur Maurice, prince d'Orange etc, écrit premièrement en bas Allemand par Simon Stevin de Bruges, ce qui permettra la diffusion en France des idées de Simon Stevin.

### Musique
Simon Stevin est l'auteur de la division de la gamme en douze demi-tons tempérés égaux, telle que nous la connaissons aujourd'hui. En 1529, Pietro Aaron, religieux italien et théoricien de la musique, est préoccupé par l'incohérence de la gamme de Pythagore qui, louant justesse et rigueur mathématique, mène à la dissonance et à la complexité. Dissonance, car en bouclant le cycle des quintes on aboutit à un si♯ qui présente un comma d'écart avec le do. C'est le fameux comma pythagoricien. Complexité, parce qu'en devenant chromatique, la gamme divise chacun des cinq tons en deux demi-tons non identiques, tel do♯ et ré♭, accusant, eux aussi, un comma de différence. Ce chanoine de la cathédrale de Rimini triche alors légèrement sur la valeur des quintes pour tenter de refermer le cycle avec justesse. Ce tempérament, appelé mésotonique, sera utilisé à la fin de la Renaissance et pendant toute la période baroque. Mais ce sera Simon Stevin qui proposera, face à la stagnation, la solution finale et tonale en divisant l'octave en douze demi-tons égaux en prenant comme rapport {\displaystyle {\sqrt[{12}]{2}}} soit un facteur de 1,059463094, très proche de celui proposé par le père de Galilée (18/17), élève de Zarlino.
Son traité de musique, en réalité Van de Spiegheling der Singconst « Sur la théorie de l’art de chanter » fait référence au chant. Il n'a été retrouvé qu'à l'état de manuscrit qu'en 1884, date de son édition à Amsterdam.

### Mécanique
L'apport de Stevin à la mécanique statique est considérable. Montrant que tout équilibre peut se ramener en dernière analyse à une forme abstraite de pesée, il donne à entendre que derrière la notion de poids se cache une notion abstraite, plus générale, celle de force. Par cette méthode, il approche de la notion de moment d'une force en généralisant le principe du levier avec une plus grande hardiesse que tous ses prédécesseurs (Cardan, Tartaglia). Il réduit ainsi la loi de l’équilibre sur un plan incliné à celle d'un équilibre de levier. Célèbre est l'analyse de Pierre Duhem de l'épistémologie de ses réflexions (pour Archimède, contre Aristote). Il utilise aussi la notion de déplacement virtuel, qui sera reprise par Galilée. Il dégage enfin le premier les notions d'équilibre stable et instable.
Au travers d'une expérience de pensée, la Clootcransbewijs, il démontra un siècle avant Pierre Varignon la méthode du parallélogramme des forces, laquelle n'était connue auparavant que dans des cas particuliers (poussées égales en intensité et concourant à angle droit, ou à 60°). L'anecdote citée précédemment du char à voile montre qu'il a compris comment « remonter au vent », ce qui dénote une large avance sur son époque.

Le paradoxe hydrostatique.

Il découvrit le paradoxe hydrostatique : la pression d’un liquide sur le fond d'un récipient est indépendante de sa forme, et aussi de la surface du fond ; elle dépend seulement de la hauteur d'eau dans le récipient. Il donna aussi la mesure de la pression sur n'importe quelle portion du côté d’un récipient.
En 1606, il démontra que deux objets de poids différents tombent avec la même vitesse.
Il tenta enfin d'expliquer les marées par l’attraction de la Lune.
Il précède donc Galilée sur de nombreux points ; mais son œuvre immense reste largement méconnue : le courant flamand ne sera traduit que plus tard, et l'on connaîtra surtout la pensée italienne (Benedetti, etc.), issue de Leonardo, Cardan, Tartaglia.

## Simon Stevin, penseur humaniste
Parmi ses publications, on trouve au moins deux textes qui ne sont apparemment pas des textes scientifiques: Dialectike ofte bewysconst (La Dialectique ou art de la démonstration, 1585, Leyde, Christophe Plantin) et Vita politica, Het burgherlick leven (De la vie civile, 1590, Leyde, François Raphelenge).
Le premier marque un certain scepticisme avec l'idée que la dialectique est un ars disserendi (art du discours) divisée en invention et jugement (voir Rudolph Agricola ou Pierre de La Ramée) mais il préfère voir cette discipline comme art de la démonstration divisée en définitions et opérations (cette division se retrouve dans tous ses textes scientifiques).
La Vie civile essaie de définir la place de l'homme en tant que citoyen ou que coreligionnaire dans une société comme celle des Provinces-Unies dans les années 1590.

## Publications
Stevin écrivit sur d’autres sujets scientifiques ; il publia notamment :
- Tafelen van Interest (Tables d’intérêt) en 1582 ;
- Problematum geometricorum en 1583 ;
- De Thiende (La dîme) en 1585 ;
- Dialectike ofte bewysconst (La dialectique ou art de la démonstration) en 1585 ;
- L'Arithmétique en 1585 ;
- La Pratique d'arithmétique en 1585 ;
- De Beghinselen der Weeghconst (la Statique ou l'Art de peser), en 1586 ;
- De Beghinselen des Waterwichts (Principes sur le poids de l’eau) en 1586 sur le sujet de l’hydrostatique ;
- Vita Politica. Het Burgherlick leven (De la vie civile, cf. infra) en 1590 ;
- De Sterktenbouwing (De la Construction des fortifications ou "méthode de fortifier les places") publié format in quarto en 1594 ;
- Appendice Algebraique qu’il présenta comme un traitement uniforme pour la résolution des équations algébriques ;
- De Havenvinding (Le repérage en mer) en 1599, traduit en anglais par Edward Wright l'année même de sa parution ; Ce Traité sur les ports de mer, rédigé en flamand en 1599, est traduit par Grotius en latin "De portuum investigandorum ratione" ;
- De Hemelloop (Les orbes célestes) en 1608 ;
- Wiskonstighe Ghedachtenissen (Mémoires mathématiques contenant De Driehouckhandel (Trigonométrie), De Meetdaet (L'arpentage), et De Deursichtighe (la Perspective) ;
- Castrametation, dat is legermeting and Nieuwe Maniere van Stercktebou door Spilsluysen (Nouvelles manières de construire des écluses) publié en 1617 (Lire en ligne la traduction française de La Castrametation; Lire en ligne la traduction française des Nouvelles manières de fortification par écluses) ;
- De Spiegheling der Singconst (Théorie du chant) ;
- Les œuvres mathématiques de Simon Stevin, Bonaventure & Abraham Elsevier, Leyde, 1634 [lire en ligne], disponible aussi sur LillOnum.

## Hommages
- À Bruges, une place porte son nom et on peut y voir une statue réalisée par Louis-Eugène Simonis (1846).
- La rue Stevin est située dans l'un des quartiers les plus prisés de Bruxelles (le Quartier des Squares), à deux pas du rond-point Schuman et du square Ambiorix.
- À l'Université catholique de Louvain (UCL, Ottignies-Louvain-La Neuve), le bâtiment qui abrite les ingénieurs mécaniciens porte le nom de « bâtiment Stévin ».
- L'association de mécanique de l'université technique d'Eindhoven porte également le nom de Simon Stevin en son honneur.
- Le RV Simon Stevin est un navire océanographique belge qui porte son nom.
- Le navire poseur de roche Simon Stevin construit en 2010 porte son nom.